# Tika (sikhisme)
Pour les articles homonymes, voir Tika.
Le Tika désigne dans le sikhisme et même dans la littérature du sous-continent indien un travail d'exégèse, à savoir une interprétation ou une analyse de textes religieux. Tika vient de la racine tik qui veut dire en langage aborigène : expliquer. La première date de tika date d'environ 700 ans avant Jésus-Christ et est signé de Yaska Muni. Après le VIIIe siècle de notre ère, de nombreux tikas ont été mis à jour notamment sur la Bhagavad-Gita. Dans le sikhisme, les premiers travaux d'analyse connus sont signés Bhai Gurdas et Miharban, au XVIIe siècle. Un Faridkot Tika est un tika qui est réalisé sur l'ensemble du Guru Granth Sahib, le Livre saint des sikhs; de tels travaux sont publiés en plusieurs tomes et restent assez rares.